# Baie de La Paz
Pour les articles homonymes, voir La Paz (homonymie).
La baie de La Paz est une baie dans le golfe de Californie, à proximité de la ville La Paz, dans l'État de Basse-Californie du Sud au Mexique.